# Cucullanus pedroi
Cucullanus pedroi is een rondwormensoort uit de familie van de Cucullanidae. De wetenschappelijke naam van de soort is voor het eerst geldig gepubliceerd in 2006 door Timi & Lanfranchi.